# Flughafen Turaif

i7
i11
i13
Der Flughafen Turaif (englisch Turaif Domestic Airport; arabisch مطار طريف المحلي; IATA-Code: TUI, ICAO-Code: OETR) ist ein nationaler Flughafen rund acht Kilometer nordöstlich der Bezirkshauptstadt Turaif des gleichnamigen Gouvernements in der Provinz al-Hudud asch-schamaliyya in Saudi-Arabien. Der Flughafen wurde 1951/52 (1371 AH) eröffnet und zuletzt im Jahr 2010 (1431 AH) ausgebaut. Er besitzt ein 896 Quadratmeter großes Terminal, in dem sich auch eine VIP-Lounge befindet, sowie ein 23.000 Quadratmeter großes Vorfeld.

## Fluggesellschaften und Flugziele
| Fluggesellschaften     | Flugziele                        |
| ---------------------- | -------------------------------- |
| Saudi Arabian Airlines | Flughafen Riad, Dammam, Dschidda |
| Nesma Airlines         | Ha'il                            |

## Zwischenfälle
- Am 8. Oktober 1957 verunglückte eine Bristol 170 Freighter Mk.21E der Saudi Arabian Airlines (Luftfahrzeugkennzeichen HZ-AAC) bei der Landung auf dem Flughafen Turaif. Alle Insassen überlebten. Das Flugzeug wurde irreparabel beschädigt; es war 5751 Flugstunden mit 1535 Landungen in Betrieb gewesen.[4][5]